# Михайловка (Чебулинский район)
Михайловка — деревня в Чебулинском районе Кемеровской области. Входит в состав Ивановского сельского поселения.

## География
Центральная часть населённого пункта расположена на высоте 151 метров над уровнем моря.

## История
Основана в 1838 г. В 1926 году село Михайловское состояло из 297 хозяйств, основное население — русские Центр Михайловского сельсовета Верх-Чебулинского района Томского округа Сибирского края.

## Население
| 1926 | 2002 | 2010 |
| ---- | ---- | ---- |
| 1908 | ↘320 | ↘261 |